# Maranatha Football Club
 (mars 2018).
Si vous disposez d'ouvrages ou d'articles de référence ou si vous connaissez des sites web de qualité traitant du thème abordé ici, merci de compléter l'article en donnant les références utiles à sa vérifiabilité et en les liant à la section « Notes et références ».
Le Maranatha Football Club de Fiokpo est un club togolais de football basé au canton de Fiokpo à Kpalimé.

## Palmarès
- Championnat du Togo
  - Champion : 2006, 2011

- Coupe du Togo
  - Vainqueur : 2003

- Supercoupe du Togo
  - Vainqueur : 2006
  - Finaliste : 2019

## Anciens joueurs
- Ismaila Atte-Oudeyi
- Sapol Mani
- Zahui Aimey
- Diarrassouba Ibrahima
- Diabaté Mohamed (JB)